# Pot of Gold
Pot of Gold – drugi singel amerykańskiego rapera Game’a, który promował jego czwarty solowy album pt. The R.E.D. Album. Gościnnie wystąpił piosenkarz Chris Brown.
Do singla powstał teledysk. Reżyserem został Bryan Barber, który już wcześniej pracował z raperem. Klip kręcony był we wschodnim Los Angeles. Oficjalna premiera teledysku odbyła się 25 lipca 2011 roku.

## Lista utworów
- Digital download[2]

1. „Pot of Gold” featuring Chris Brown – 3:25

## Notowania
| Notowanie (2011–)                        | Najwyższa pozycja |
| ---------------------------------------- | ----------------- |
| UK R&B (The Official Charts Company)     | 19                |
| UK Singles (The Official Charts Company) | 58                |
| US Hot R&B/Hip-Hop Songs (Billboard)     | 64                |